# Deputowani do Reichstagu I kadencji (1871–1874)
Deputowani do Reichstagu I kadencji (1871–1874) – deputowani do Reichstagu I kadencji wybrani 3 marca 1871 roku.
Przewodniczący Reichstagu
- Eduard von Simson (Nl)

Wiceprzewodniczący Reichstagu
- Chlodwig zu Hohenlohe-Schillingsfürst (LRP)
- Franz von Weber (Nl)

## Lista według przynależności partyjnej (stan na koniec kadencji)

### K(54(50) deputowanych)
- Nikolaus von Below
- Wilhelm von Bismarck-Briest
- Moritz von Blanckenburg
- Carl von Bodelschwingh
- Julius von Bodenhausen
- Wilhelm von Brauchitsch
- Friedrich von Busse
- Georges von Cottenet
- Rudolph von Cranach
- Eduard Wiprecht von Davier
- Carl Friedrich von Denzin
- Gustav von Diest
- Rodrigo zu Dohna-Finckenstein
- Botho Heinrich zu Eulenburg
- Leopold von Frankenberg und Ludwigsdorf
- August von Gerlach
- Rüdiger von der Goltz
- Karl Grimm
- Nicolaus von Handjery
- Otto von Helldorff
- Otto Karl von Hüllessem-Meerscheidt
- Gustav von Jagow
- Willibald von Kalckstein
- Carl von Karstedt
- Otto von Keyserlingk zu Rautenburg
- Ewald von Kleist
- Hans Köster
- Karl von Lehndorff
- Helmuth von Maltzahn
- Wilhelm von Minnigerode
- Helmuth Karl Bernhard von Moltke
- Alexander von Oheimb
- Karl von Pückler-Burghauß
- Ludwig von Rittberg
- Max von Romberg
- Carl Heinrich von Schaper
- Wilhelm von Schöning
- Werner von der Schulenburg
- Adelbert von der Schulenburg-Filehne
- Otto Theodor von Seydewitz
- George William von Simpson
- Emil von Sperber
- Otto Stavenhagen
- Georg Stein von Kamienski
- Hyacinth von Strachwitz-Sustky
- Carl von Treskow
- Otto Uhden
- Hermann Wagener
- Karl von Waldow und Reitzenstein
- Curt von Watzdorf
- Friedrich von Wedell-Malchow
- Karl Wilmanns
- Carl von Woedtke
- Wilhelm Winter

### DR(42 (38) deputowanych)
- Wilhelm von Baden
- Friedrich von Behr
- Ulrich von Behr-Negendank
- Eduard Georg von Bethusy-Huc
- Karl zu Carolath-Beuthen
- Adolph von Dietze
- Albert von Dörnberg
- Theodor Duesberg
- Ernst von Eckardstein-Prötzel
- August von Ende
- Friedrich von Frankenberg und Ludwigsdorf
- Karl Rudolf Friedenthal
- Franz Adolph Guenther
- Friedrich Bernhard von Hagke
- Hugo zu Hohenlohe-Öhringen
- Hermann zu Hohenlohe-Langenburg
- Wilhelm von Kardorff
- Adolf Kayser od 1872 roku
- Robert von Keudell
- Otto Ludwig Krug von Nidda
- Franz Künzer
- Karl von Lichnowsky
- Wolf Hugo von Lindenau
- Robert Lucius von Ballhausen
- August von Maltzan
- Georg Herbert zu Münster
- Eduard von Oppersdorff
- Hans Heinrich XI. von Hochberg
- Wiktor I Maurycy von Ratibor od 1872 roku
- Johannes Maria von Renard
- Arthur von Saurma-Jeltsch
- Hans Ulrich von Schaffgotsch
- Friedrich Schröter
- Friedrich zu Solms-Laubach
- Otto zu Stolberg-Wernigerode
- Carl Ferdinand von Stumm-Halberg
- Hans Wilhelm von Unruhe-Bomst
- Karl von Varnbüler od 1873 roku
- Rudolf von Wagner-Frommenhausen
- Wilhelm von Waldburg-Zeil
- Wilko Levin von Wintzingerode od 1873 roku
- Octavio von Zedlitz-Neukirch

### LR(31(29) deputowanych)
- Karl Gustav Ackermann
- Marquard Adolph Barth
- Wilhelm Behringer
- August von Bernuth
- Gustav von Bonin
- Georg Duerig od 1871 roku
- August Evelt
- Ludwig von Fischer
- Theodor Günther
- Richard Hasenclever
- Karl Richard Hirschberg
- Winfried Hörmann von Hörbach
- Chlodwig zu Hohenlohe-Schillingsfürst
- Wilhelm Kastner
- Emeran Kottmüller
- Heinrich von Kusserow
- Ludwig von Lottner
- Ludwig Louis
- Friedrich von Luxburg
- Otto Georg zu Münster-Langelage
- Adalbert Nordeck zur Rabenau
- Carl Overweg
- Robert von Patow
- Franz von Roggenbach
- Edgar Daniel Roß
- Rudolf Schleiden
- Friedrich Oskar von Schwarze
- Jacob Stadlberger
- Richard von Swaine
- Joseph Völk
- Joseph Johann Wagner

### Nl(126(116) deputowanych)
- Ernst Friedrich Adickes
- Diedrich Wilhelm Andreas Augspurg
- Siegfried Wilhelm Albrecht
- Otto Bähr
- Alfred Ferdinand Baldamus
- Ludwig Bamberger
- Hermann Becker od 1872 roku
- Robert von Benda
- Rudolf von Bennigsen
- Karl Biedermann
- Wilhelm Blum
- Wilhelm Bode
- Eduard Böhmer
- August Braun
- Wilhelm Bode
- Eduard Böhmer
- August Braun
- Karl Braun
- Moriz Adolph Briegleb
- Eduard Brockhaus
- Franz Armand Buhl
- Georg von Bunsen
- Friedrich Büsing
- Otto Büsing
- Lorenz Chevalier
- Karl Christensen
- August Dennig
- Friedrich Dernburg
- Hermann zu Dohna-Kotzenau
- Richard Wilhelm Dove
- Carl Eckhard
- Carl Eggert
- Otto Elben
- Wilhelm Endemann
- Franz Engel
- Eduard Fauler
- Friedrich Fernow
- Max von Forckenbeck
- Wilhelm von Freeden
- Hugo Friedrich Fries
- Christian von Frisch
- Wilhelm Genast
- Otto Georgi
- Gustav Gerlich
- Rudolf von Gneist
- Carl Ludwig Golsen
- Adolf von Goppelt
- Carl Bernhard Friedrich Graepel
- August Grumbrecht
- Friedrich Hammacher
- Richard Harnier
- Joseph Hebting
- Julius von Hennig
- Ludwig Heydenreich
- Paul Hinschius od 1872 roku
- Julius Hoelder
- Carl Johann Hoffmann
- Ludwig Jacobi
- Ludwig Andreas Jordan
- Hermann Jüngken
- Carl Kaemmerer
- Carl Hermann Kanngießer
- Friedrich Kapp od 1872 roku
- Emil von Kessler
- Friedrich Kiefer
- Ludwig Kirsner
- Ferdinand Koch
- Richard Krieger
- August Lamey
- Eduard Lasker
- Werner August Friedrich Lentz
- Theodor Wilhelm Lesse
- Heinrich Marquardsen
- Georg Martin
- August Metz
- Friedrich Meyer od 1871 roku
- Johannes von Miquel
- Karl August Mosig von Aehrenfeld
- Alexander Georg Mosle
- Gustav Müller
- Friedrich Notter
- Friedrich Oetker
- Louis Paravicini
- Julius Petersen od 1872
- Mathias Christian Petersen
- Johann Pfannebecker
- Gottlieb Planck
- Franz Pogge
- Hermann Pogge
- John Prince-Smith
- Karl Prosch
- Henning von Puttkamer
- Maximilian von Puttkamer
- August Ludwig Reyscher
- Johann Gerhardt Röben
- Hermann Roemer
- Robert Römer
- Ludwig von Rönne
- Friedrich von Schauß
- Karl von Schmid
- Karl Heinrich Schmidt
- Carl Seiz
- Eduard von Simson
- Anton Ludwig Sombart
- Franz August Schenk von Stauffenberg
- Eduard Stephani
- Friedrich Techow
- Johann Louis Tellkampf
- Rudolf Thiel
- Georg Martin Thomas
- Heinrich von Treitschke
- Paul Tritscheller od 1872 roku
- Hans Victor von Unruh
- Hermann Friedrich Valentin
- Gustav Richard Wagner
- Wilhelm Wehrenpfennig
- Hermann Weigel
- Julius Martin Weißich
- Karl Christian Heinrich Westphal
- August Wichmann
- Franz von Weber
- Max Weber od 1872 roku
- Egmont Websky
- Georg von Wedekind
- Johannes Moritz Wölfel
- Isaac Wolffson
- Leopold von Winter

### DF(45(44) deputowanych)
- Anton Leopold Allnoch
- Edward Banks
- Hermann Heinrich Becker
- Carl Böhme
- Carl Crämer
- Julius Dickert
- Franz Duncker
- Louis Emden
- Otto Erhard
- Arthur Eysoldt
- Christian Fischer
- Peter Wilhelm Forchhammer od 1871 roku
- Wilhelm Francke
- Ludwig Joseph Gerstner
- Albert Hänel
- Friedrich Harkort
- August Ludwig Hausmann
- Franz Hausmann
- Carl Herz
- Leopold von Hoverbeck
- Julius von Kirchmann
- Jacob Klotz
- Moritz Klotz
- Johannes Knapp
- Hermann Köchly
- Max Kraussold
- Wilhelm Loewe
- Karl Lorentzen
- Richard Ludwig
- Heinrich Minckwitz
- Robert Müllauer
- Louis Ferdinand Albrecht Müller
- Wilhelm Oehmichen
- Eugen Richter
- Otto Rohland
- Heinrich Runge
- Wilhelm Schaffrath
- Friedrich Schenck
- Carl Theodor Schmidt
- Hermann Schulze-Delitzsch
- Wilhelm Seelig
- Franz Ziegler
- Franz Jacob Wigard
- Moritz Wiggers

### Z(70(57)deputowanych)
- Peter Karl von Aretin
- Franz von Ballestrem od 1872 roku
- Julius Bellinger
- Josef Bernards
- Theodor Blell
- Adam Bock
- Rudolph Borowski
- Johann Decker
- Hermann Evers
- Ernst Heinrich Wilhelm Fier
- Georg Arbogast von und zu Franckenstein od 1872 roku
- Andreas Freytag
- Andreas von Grand-Ry
- Franz Xaver Greil
- Nicola Philipp Grosman
- Friedrich Wilhelm Grosman
- Bartholomäus Haanen od 1871 roku
- Aloys Hafenbrädl
- Thomas von Hauck
- Clemens Heereman von Zuydwyck
- Franz Herrlein
- Eugen von Kesseler
- Wilderich von Ketteler
- Wilhelm Emmanuel von Ketteler
- Adalbert Kraetzig
- Joseph Krebs
- Friedrich von Landsberg-Velen und Gemen
- Ignatz von Landsberg-Velen und Steinfurt
- Ernst Lieber
- Jakob Lindau od 14 kwietnia 1871 roku
- Joseph Lingens
- Otto von Loë
- Karl Heinrich zu Löwenstein-Wertheim-Rosenberg
- Carl Lucius
- Matthaeus Lugscheider
- Hermann von Mallinckrodt
- Max Theodor Mayer
- Christoph Moufang
- Eduard Müller
- Franz Xaver Obermayr
- Karl von Ow
- Ludwig Pelzer
- Conrad von Preysing
- Rudolf Probst
- August Reichensperger
- Peter Reichensperger
- Hermann von Reichlin-Meldegg
- Franz Xaver Rosenberger od 1872 roku
- Wilhelm Rudolphi
- Anton Franz Johann Russell
- Karl Friedrich von Savigny
- Eduard von Sazenhofen
- August Schels
- Joseph Anton Schmid
- Theodor Schroeder
- Louis Schulz od 1872 roku
- Jacob Schüttinger
- Maximilian von Seinsheim-Grünbach
- Leopold von Spee
- Alfred zu Stolberg-Stolberg od 1873 roku
- Friedrich zu Stolberg-Stolberg od 1873 roku
- Ernst Strecke od 1871 roku
- Eduard Strecker od 1872 roku
- Jakob Thanisch
- Albert von Thimus
- Theodor Ferdinand Ulrich
- Ludwig Windthorst
- Eduard Windthorst
- Adolf von Walderdorff
- Conrad Zehrt

### Polacy (16(13) detupowanych)
- Roman Czartoryski
- Konstantin von Dziembowski
- Albert Ludwig von Haza-Radlitz
- Ludwik Jażdżewski od 1872 roku
- Michael von Kalkstein
- Heinrich von Krzyzanowski
- Napoleon Xaver von Mankowski
- Anton Maranski
- Władysław Niegolewski
- Leo von Rybinski
- Leo von Skorzewski
- Ludwik Romuald Slaski od 1871 roku
- Piotr Szembek
- Hippolyt von Turno
- Władysław Taczanowski
- Alfred von Zoltowski

### Niezrzeszeni (19(17) deputowanych)
- Adolf von Arnim-Boitzenburg
- Eduard von Baudissin
- August Bebel
- Florens von Bockum-Dolffs
- Ignatz Bürgers
- Carl Franz Wilhelm Edel
- Carl Erxleben
- Georg Heinrich August Ewald
- Adalbert Falk od 1872 roku
- Friedrich Wilhelm Fischer
- Carl Gravenhorst
- Otto von Grote
- Carl Josef Holzer
- Heinrich Ludwig von Kommerstädt
- Franz Josef Kratz
- Moritz Mohl od 1871 roku
- Carl Ferdinand Nieper
- Karl von Streich
- Julius Pfeiffer

### Bezpartyjni (5 deputowanych)
- Friedrich Heinrich Otto Jensen
- Hans Andersen Krüger
- Ernst Ludwig von Lenthe
- Reinhold Schraps
- Leopold Sonnemann

## Literatura
- Deutscher Parlaments-Almanach. Ausg. 9, 9. Mai 1871, Digitale Bibliothek - Münchener Digitalisierungszentrum, 1871, s. 159- [dostęp 2022-12-27] (niem.).
- Sprawozdania stenograficzne z posiedzeń niemieckim Reichstagu. I. kadencji, I. 1871. Sesja. 1 Zespół, Berlin, 1871, S. IX-XXVII (Digitalisat)
- Sprawozdania stenograficzne z posiedzeń niemieckim Reichstagu. I. kadencji, II. 1871. Sesja. 1 Zespół, Berlin, 1871, S. IX-XXVII (Digitalisat)
- Sprawozdania stenograficzne z posiedzeń niemieckim Reichstagu. I. kadencji, III. Sesja tysiąc osiemset siedemdziesiąta druga .. 1 Zespół, Berlin 1872 str IX-XXIX (Digitalisat)
- Sprawozdania stenograficzne z posiedzeń niemieckim Reichstagu. I. legislacyjny okres, IV. 1873. Sesja. 1 Zespół, Berlin 1873 str IX-XXVIII (Digitalisat)
- Wilhelm Heinz Schröder Socjaldemokratyczni posłowie do Reichstagu i kandydaci do Reichstagu 1898-1918. Biograficzne-statystyczny podręcznik. (= Instrukcje dotyczące historii parlamentaryzmu i partii politycznych, tom 2). Droste, Düsseldorf, 1986, ISBN 3-7700-5135-1
- Bernd Haunfelder: Reichstag zastępca niemieckiej Partii Centrum 1871-1933. Instrukcja biograficzne i historyczne fotografie. (= Zdjęcie Dokumenty dotyczące historii parlamentaryzmu i partii politycznych, tom 4). Droste, Düsseldorf 1999, ISBN 3-7700-5223-4
- Bernd Haunfelder: Liberalni deputowani niemieckiego Reichstagu od 1871 do 1918 roku. Podręcznik biograficzny. Aschendorff, Münster 2004, ISBN 3-402-06614-9
- Bernd Haunfelder Konserwatywni posłowie niemieckiego Reichstagu od 1871 do 1918 roku podręcznik biograficzny. Aschendorff, Münster 2009, ISBN 978-3-402-12829-9